# Château de Herringhausen
Le château de Herringhausen (allemand : Schloss Herringhausen) est un château entouré d'eau situé en Allemagne, au sud-ouest de Lippstadt en Rhénanie-du-Nord-Westphalie. Le bâtiment actuel a été construit en style baroque entre 1720 et 1730.

## Historique

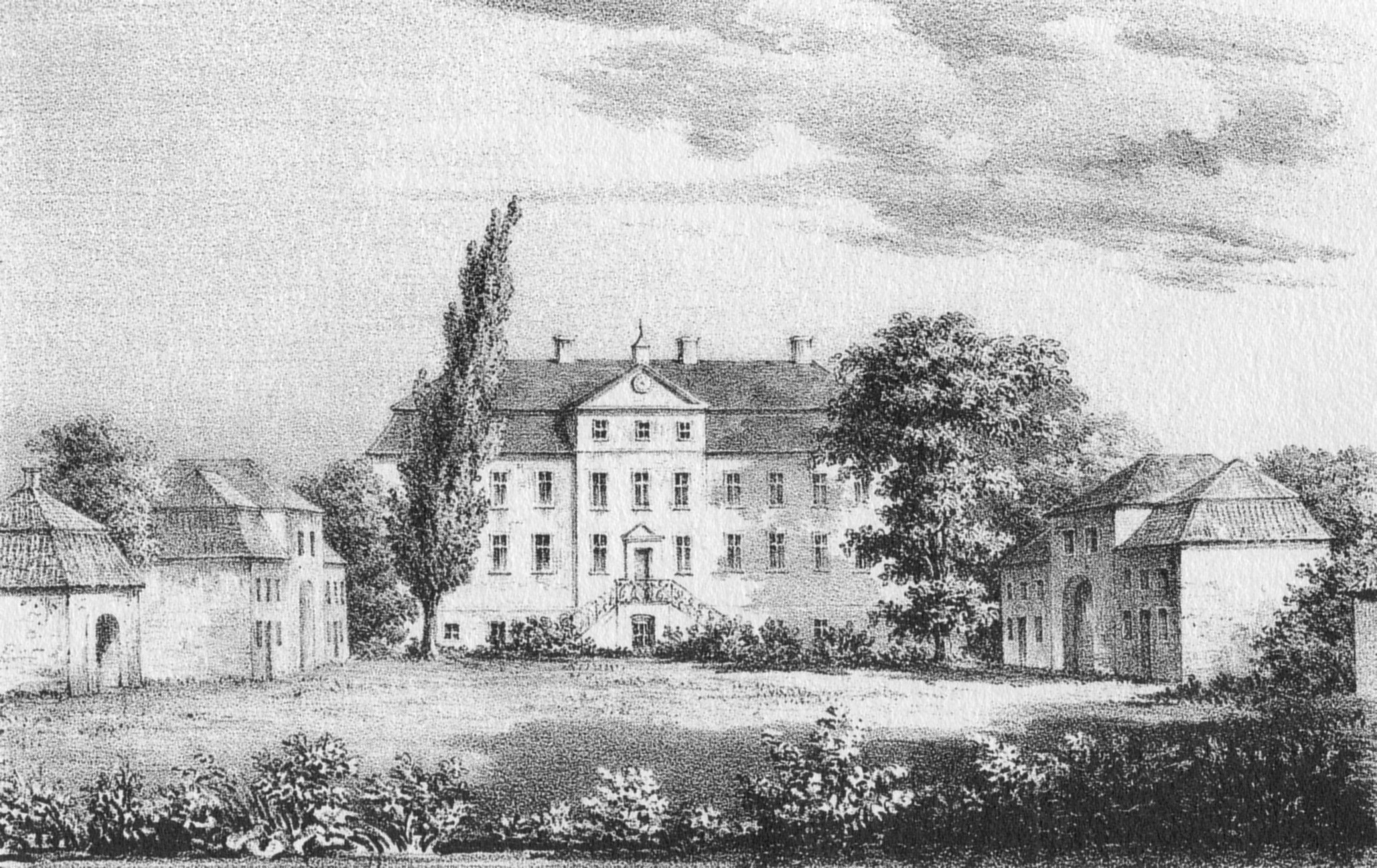
Lithographie du château par Philipp Herle (1837–1840).

Le domaine de Herringhausen remonte au XVIe siècle. Son premier propriétaire est Rembert von Schorlemer, issu d'une famille de la noblesse westphalienne. Leopold Anton Wilhelm von Schorlemer fait reconstruire le château en 1720, selon les plans vraisemblablement de l'architecte Justus Wehmer, actif à Hildesheim. La mise en œuvre est effectuée sous la direction du maître tailleur de pierre Bartholomäus Rabaliatti et à partir de 1722 de Valentin Springer, originaire du Tyrol. Après la mort de Leopold von Schorlemer, le château et son domaine passent à son fils Joseph Clemens von Schorlemer, qui poursuit les travaux.
Au XIXe siècle Burghard von Schorlemer-Alst y demeure. Le château est la propriété aujourd'hui de la même famille. Le baron von Schorlemer exploite 350 hectares de cette propriété agricole.

## Architecture
Il consiste en une maison seigneuriale à deux étages avec un toit à la Mansard, un fronton sur la façade et un escalier d'honneur à double volée. L'intérieur est décoré de remarquables stucatures et comprend une vaste bibliothèque. Les communs sont ordonnés symétriquement à la maison seigneuriale. Il y a deux pavillons au sud. On accède à la demeure par un corps de garde (Torhaus). Le tout est entouré de douves qui sont en partie comblées aujourd'hui.

## Source de la traduction
- (de) Cet article est partiellement ou en totalité issu de l’article de Wikipédia en allemand intitulé « Schloss Herringhausen » (voir la liste des auteurs).